# Casino Airport
Casino Airport är en flygplats i Australien. Den ligger i kommunen Richmond Valley och delstaten New South Wales, i den sydöstra delen av landet, omkring 580 kilometer norr om delstatshuvudstaden Sydney. Casino Airport ligger 22 meter över havet. Den ligger vid sjön Horse Shoe Lagoon.
Runt Casino Airport är det mycket glesbefolkat, med 4 invånare per kvadratkilometer.. Närmaste större samhälle är Casino, nära Casino Airport.
I omgivningarna runt Casino Airport växer huvudsakligen savannskog. Genomsnittlig årsnederbörd är 1 776 millimeter. Den regnigaste månaden är januari, med i genomsnitt 298 mm nederbörd, och den torraste är oktober, med 39 mm nederbörd.